# 로토파고스족

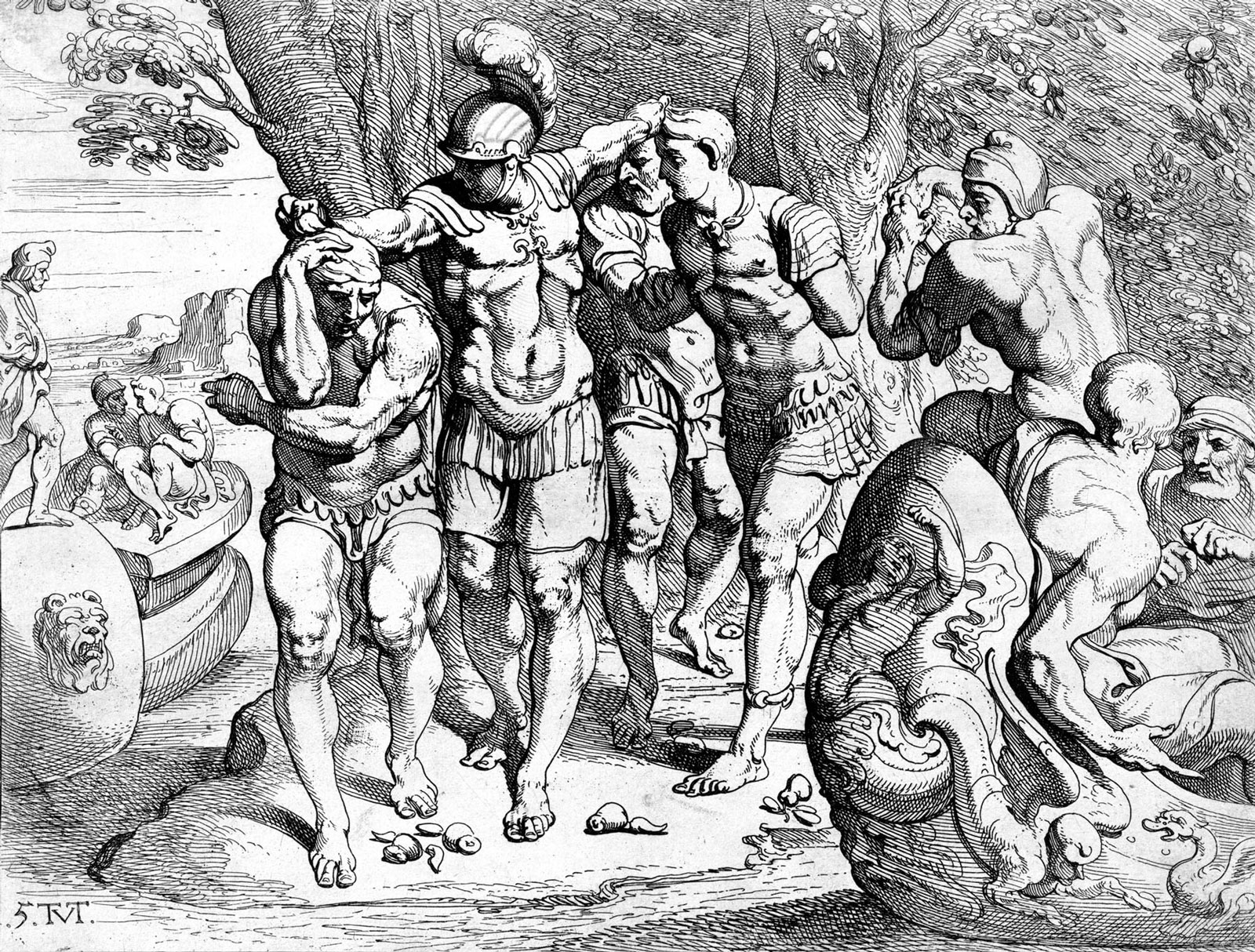
로고파고스족의 섬에서 환각에 취한 부하들을 데리고 나오는 오디세우스

로토파고스족(Lōtophagoi)은 그리스 신화의 전설적인 민족이다. 오디세우스가 트로이에서 귀국할 때 로토파고스족의 땅을 방문한 것으로 알려져 있다. 그때 오디세우스의 부하들은 환각 성분이 있는 로토스라는 식물을 먹고 모두 환각에 취해 고국으로 돌아가기를 거부했다고 한다.